# Amy Sohn
Amy Sohn (1973) is een Amerikaans auteur, columnist en scenarioschrijver. Ze schreef de romans Run Catch Kiss (1999) en My Old Man (2004), beide gepubliceerd door Simon & Schuster. Sohn is ook redacteur bij het tijdschrift New York, waar ze wekelijks een column schrijft. Van 1996 tot 1999 schreef ze een column, genaamd "Female Trouble", voor New York Press. Haar artikelen en recensies zijn ook verschenen in The Nation, Playboy Magazine, Harper's Bazaar, Men's Journal en The New York Times Book Review.